# Syndrome dysgénésique et respiratoire du porc
Le syndrome dysgénésique et respiratoire du porc (SDRP), également connu sous le nom de maladie de l’oreille bleue, est une affection virale, causée par un Arterivirus, qui touche essentiellement les porcs domestiques. La maladie, qui provoque des dommages économiques considérables, associe des troubles de la reproduction, une pneumonie et un accroissement de la sensibilité aux infections bactériennes secondaires. C'est une maladie émergente, aujourd'hui répandue dans la plupart des régions du monde où l’on élève des porcs.  

## Extension et importance

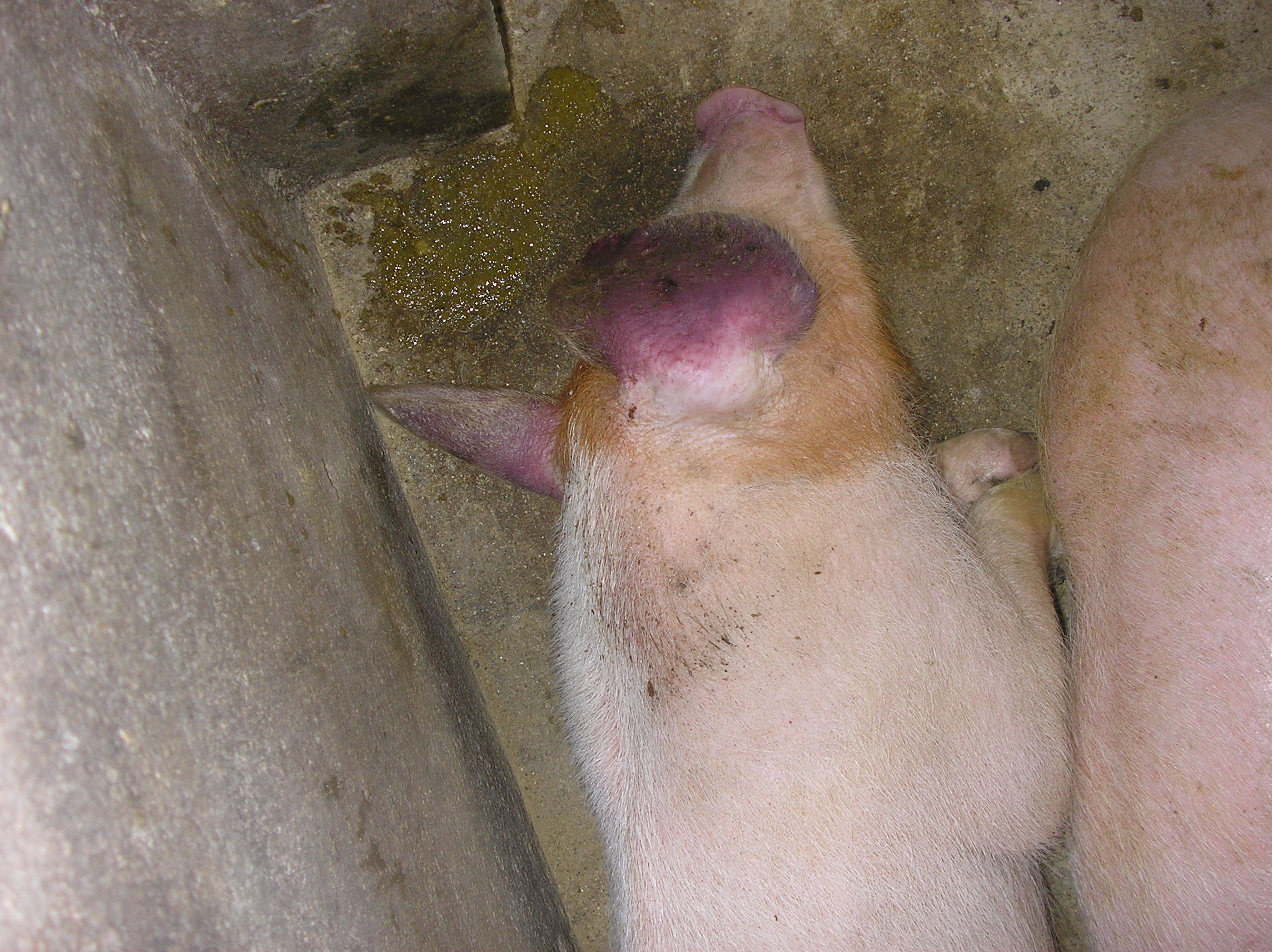
Le syndrome dysgénésique et respiratoire du porc peut entraîner une anoxie qui se traduit par une coloration violacée des oreilles (maladie de l'oreille bleue). Photographie Dingar.

Le syndrome dysgénésique et respiratoire du porc a été identifié presque simultanément en Europe occidentale et en Amérique du Nord dans les années 1980-90. Depuis 2006, le sud-est asiatique est régulièrement touché par des épizooties causée par une souche atypique très virulente, le VSDRP-HV. En 2006, elle aurait touché plus de 2 millions de porcs en Chine et en aurait tué 400 000. Sur les 8 premiers mois de l'année suivante, les statistiques officielles faisaient état de 826 foyers avec 257 000 porcs malades, 68 000  morts et 175 000 abattus dans le cadre de mesures sanitaires. L'infection par la variante HV se caractérise par une forte fièvre, des pétéchies, un érythème et des taux de mortalité atteignant 100% (y compris chez les porcs adultes et à l’engrais). En 2007, les souches très virulentes du VSDRP sont apparues au Viet Nam et aux Philippines, en Thaïlande en 2008 et en 2010 au Cambodge et en République démocratique populaire lao.
L’Australie, la Nouvelle-Zélande, divers pays d’Europe, certaines parties de l’Afrique et de l’Inde sont actuellement indemnes de la maladie. 
Aucune infection humaine par le virus du SDRP n’a été signalée.

## Agent causal et transmission
Le virus responsable du SDRP se différencie en deux génotypes distincts : le type 1 (génotype européen), présent en Europe, et le type 2 (génotype nord-américain), présent sur le continent américain (nord et sud) et en Asie,,. 
La transmission du SDRP intervient le plus souvent à la suite de déplacements d’animaux infectés. Les porcs nés de truies infectées peuvent paraître sains mais transmettre le virus. Ce dernier se trouve l'environnement contaminé par les fèces, l’urine et la semence, et peut donc être dispersé par le vent, par les véhicules, les approvisionnements, ou l'insémination artificielle. Les insectes sont également une source de transmission.

## Symptômes
Le SDRP associe des troubles de la reproduction chez les truies, et une maladie respiratoire chez les porcelets.
Les troubles de la reproduction se manifestent par une stérilité, des avortements, une mortinatalité, ou la naissance de porcelets chétifs qui meurent souvent, peu après la naissance, de maladie respiratoire et d’infections secondaires. Divers facteurs influent sur la gravité des atteintes : stade de la gestation auquel a eu lieu la contamination, statut immunitaire de la truie, virulence de la souche.
La forme respiratoire se manifeste, surtout chez les jeunes animaux, par une gêne respiratoire, de la fièvre, une perte d’appétit et  de l’apathie. Le corps prend une coloration rougeâtre, tandis que, dans les formes typiques, du fait de l'anoxie, les oreilles apparaissent transitoirement violacées.
Chez les mâles plus âgés et les jeunes truies, l'infection peut se traduire par une fièvre transitoire et une anorexie, mais reste le plus souvent inapparente.
Avec des souches plus virulentes, les porcs peuvent mourir sans aucun signe avant-coureur.

## Diagnostic et prévention
La plupart du temps, et en raison de fréquentes infections concomitantes, les signes cliniques sont indiscernables de ceux de la grippe porcine, de la maladie d’Aujeszky, de la peste porcine classique, de l’infection par le parvovirus, de l’encéphalomyocardite, de la chlamydophilose ou de la mycoplasmose. Le recours au laboratoire est indispensable pour établir un diagnostic de certitude.
Dans les régions où la maladie est présente, les élevages indemnes doivent prendre des mesures de contrôle (quarantaine, dépistage, barrières sanitaires) pour prévenir l’introduction de la maladie. 
Quand la maladie se déclare dans une exploitation, il est nécessaire d'éliminer l'ensemble des animaux et de procèder à une désinfection des locaux pour assainir l'élevage.
Bien que le virus du SDRP soit très instable, il existe plusieurs types de vaccins, vivants atténués ou inactivés, efficaces pour réduire sa multiplication dans les élevages et éviter l'apparition des symptômes respiratoires et reproducteurs.